# Elvir Ovčina
Elvir Ovčina (Sarajevo, 16 luglio 1976) è un ex cestista bosniaco.

## Carriera
Con la Bosnia ed Erzegovina ha disputato cinque edizioni dei Campionati europei (1997, 1999, 2001, 2003, 2005).

## Palmarès

### Giocatore
- Campionato belga: 2

Ostenda: 2005-06, 2006-07
- Coppa di Germania: 1

Cologne 99ers: 2005
- Coppa del Belgio: 1

Ostenda: 2008
- Coppa di Bosnia ed Erzegovina: 1

Bosna: 2009